# 1216 dans les croisades
Cette page regroupe les évènements concernant les Croisades qui sont survenus en 1216 :
- 27 janvier : Léon II, roi d'Arménie, détrône Bohémond IV, prince d'Antioche pour y installer son petit-neveu Raymond-Roupen[1].
- 7 mars : Simon IV de Montfort reçoit l'hommage des habitants de Toulouse[2].
- 10 avril : Simon de Montfort rend hommage au roi Philippe Auguste pour le comté de Toulouse, le duché de Narbonne et les vicomtés de Carcassonne et de Béziers[2].
- mai : Raymond VII de Toulouse prend possession de Beaucaire sans que  la garnison laissée par Simon IV de Montfort ne réussisse à l'en empêcher[2].
- 6 juin : Simon IV de Montfort assiège Beaucaire et Raymond VII de Toulouse, qui assiège lui-même la citadelle où s'est réfugié la garnison, commandée par Lambert de Limoux[2].
- 11 juin : mort d'Henri de Hainaut, empereur latin de Constantinople. Après avoir été proposée à André II de Hongrie qui la refuse, la couronne impériale est confiée à Pierre II de Courtenay[3].
- 24 août : Simon IV de Montfort renonce à prendre Beaucaire, mais réussit à ce que la garnison de Lambert de Limoux puisse sortir librement[2].
- 8 octobre : Mort de El-Malik ed-Zahir Ghazi, émir d'Alep[4].
- Léon II, roi d'Arménie perd Bozati, Ereğli et Laranda aux Seldjoukides[3].
- le pape Honorius III prêche la cinquième croisade[3].